# Ypiranga FC (Niterói)
Ypiranga FC was een Braziliaanse voetbalclub uit de stad Niterói, in de staat Rio de Janeiro.

## Geschiedenis
De club werd in 1912 opgericht. In de beginjaren was de club een dominerende club in de staat Rio de Janeiro, toen de stad Rio de Janeiro hier nog niet toe behoorde. Enkele spelers van de club speelden voor het nationale elftal op het eerste WK. In de jaren zeventig werd de club opgeheven.

## Erelijst
Campeonato Niteroiense
1926, 1929, 1930, 1931, 1935, 1936, 1949, 1958, 1965, 1967